# اریب-مردوک
اریب-مردوک (Erība-Marduk)، از پادشاهان سلسله E بابل باستان و جانشین اپلاسور بوده‌است. دوره حکومت او را به‌طور بسیار حدسی و تخمینی ۷۶۱–۷۶۹ پیش از میلاد دانسته‌اند.

## نام و نسب و حکومت
او یکی از سه رهبر قبیلهٔ کلدی بود که در قرن هشتم پیش از میلاد تاج و تخت بابل را اشغال کردند و جد و نیای حاکمان کلدی آتی بابل محسوب می‌شوند. او عضوی از قبیله بیت-یاکین بود و در کتیبه‌ها از وی به عنوان دوباره برقرار کننده اساس و مبانی سرزمین یاد می‌شود، چرا که پس از سال‌ها آشوب و هرج و مرج، ثبات و صلح و نظم را به بابل بازگرداند. از او با عنوان پسر یا نواده مردوک شکین شومی (Marduk-šakin-šumi) یاد می‌کنند.
مردوک شکین شومی چه کسی است، معلوم نیست و ممکن است بشود تصور کرد که مردوک شکین شومی یکی از پنج پادشاه مجهول و ناشناخته دوره فطرت بوده باشد.
بنا به یکی از منابع اطلاعاتی باستان شناختی، اریب مردوک تنها عضو یک سلسله دریایی بوده‌است، چنین ادعایی فقط در این منبع دیده می‌شود و بس، به همین علت تاریخ‌نگاران فکر می‌کنند که اشتباهی در نگارش آن صورت گرفته‌است. اریب-مردوک اولین پادشاهی است که به‌طور واضح گفته می‌شود کلدی است، توالی سه پادشاه، یعنی: اپلاسور، اریب-مردوک و شوم‌ایشکون از یک مدرک اطلاعاتی آشوری مستفاد می‌شود.
مدارک و اسناد دولتی و حقوقی چندی وجود دارند که به سال نهم پادشاهی اریب-مردوک و سال سیزدهم حکومت جانشین وی منتسب می‌باشند و این مدارک و اسناد باعث شده‌اند که تاریخ‌نگاران و باستان‌شناسان اینگونه تصور کنند که اریب مردوک می‌بایستی حداکثر تا سال ۷۷۰ پ.م. به حکومت رسیده بوده باشد. سند حقوقی‌ای که به سال نهم سلطنت وی منتسب می‌باشد، از فروش زمینی وسیع ویژه چراگاه حکایت دارد. این چراگاه به‌طور آشکاری در همسایگی زمینی که متعلق به یک شیخ‌آرامی بود، قرار داشت. این مطلب نشان می‌دهد که در این زمان، آرامیان عوض اینکه به دستبردها و یورش‌های موقتی و زودگذر بپردازند، بیشتر به سکونت دائمی و همیشگی در حدود بابل روی آورده بودند.
اریب-مردوک در ابتدای سال دوم سلطنتش در آکیتو شرکت کرد. در این زمان، قدرت و سلطه بابل در نواحی شمالی آن سرزمین بسط و گسترش یافت و پادشاه بابل دستبردها و تاخت و تازهای بیابانگردان را که در اطراف بابل و بورسیپا رخ می‌داد، فرونشاند و متجاوزان را قلع و قمع نمود و زمین‌های کشاورزی و باغات میوه را به صاحبان قبلی آنان مسترد داشت. پس از وی، شوم‌ایشکون پادشاه بابل شد